# Placodoma oasella
Placodoma oasella är en fjärilsart som beskrevs av Pierre Chrétien 1915. Placodoma oasella ingår i släktet Placodoma och familjen säckspinnare. Inga underarter finns listade i Catalogue of Life.